# Ascogaster dispar
Ascogaster dispar är en stekelart som beskrevs av Josef Fahringer 1934. Ascogaster dispar ingår i släktet Ascogaster och familjen bracksteklar. Inga underarter finns listade.